# Hoon (Straßenverkehr)
Hoon ist ein im Sprachraum Australiens und Neuseelands geläufiger Begriff für Fahrzeugführer, welche im öffentlichen Straßenverkehr gesetzeswidrige oder antisoziale Verhaltensweisen zeigen, wobei diese oft dafür geeignet sind, die Aufmerksamkeit von Passanten oder Zuschauern auf sich zu ziehen. Während die Bezeichnung zunächst nur umgangssprachlich war, fand sie vermehrt Aufmerksamkeit von Medien und Behörden, welche sich in den 2000ern in speziellen Gesetzgebungen niederschlug.

## Wortherkunft
Zur genauen Wortherkunft und seiner Wandlung des Verständnisses über die Zeit gibt es unterschiedliche Theorien. Zu Beginn des 20. Jahrhunderts hatte der Hoon in Australien eine andere Bedeutung: Er stand für Menschen, die ihren Lebensunterhalt unmoralisch bestritten, beispielsweise durch Einkünfte aus Zuhälterei. Im Laufe der Zeit wandelte sich die Begriffsbedeutung, welche heute unter anderem mit der Verwendung durch Behörden in den sogenannten Anti-Hoon-Gesetzen einen halboffiziellen Status erreicht hat.
Die Verwendung ist nicht nur als Substantiv, sondern auch als Verb geläufig („Hooning“).

## Bedeutung

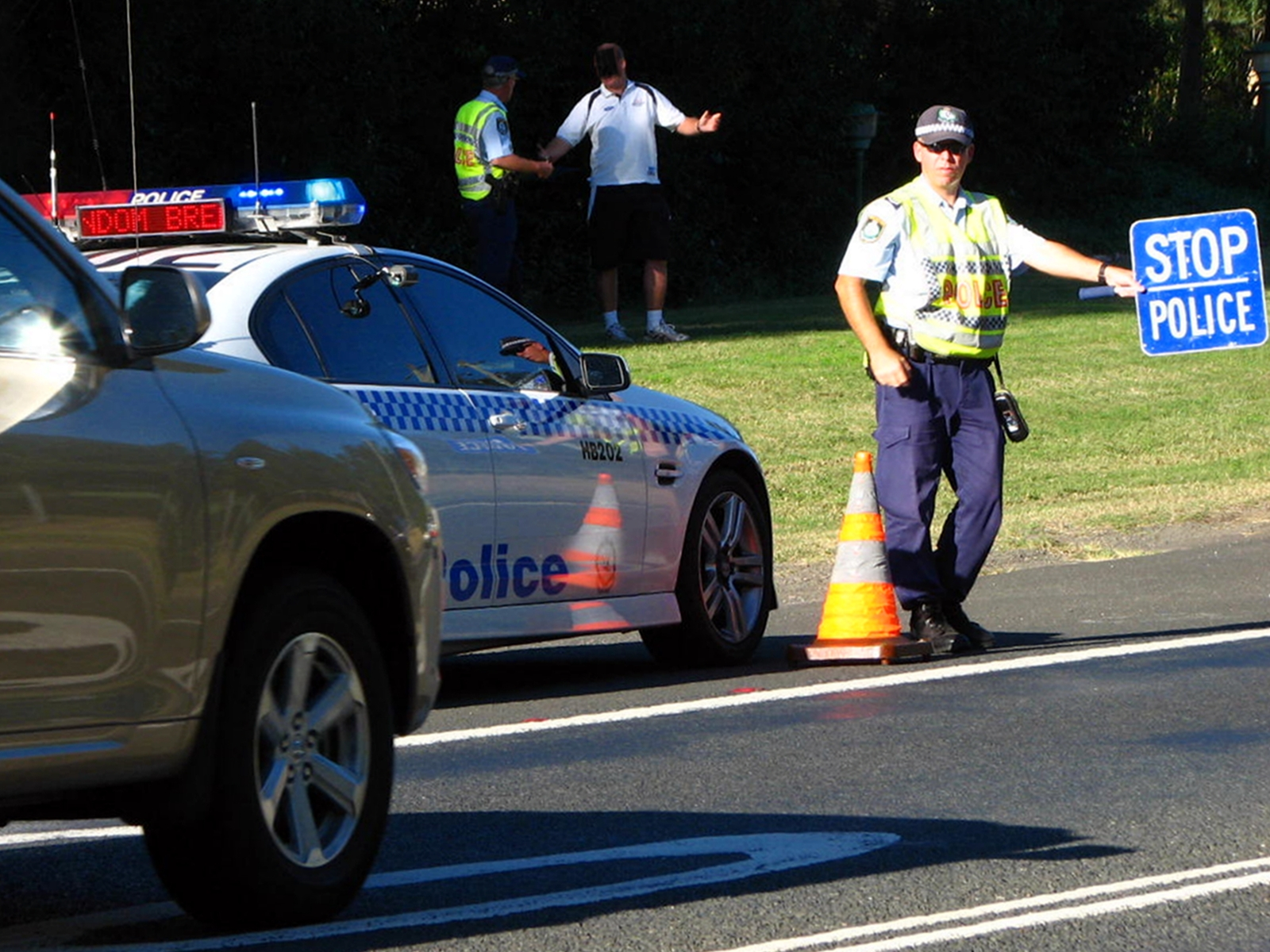
Kontrollstelle der australischen Polizei

Ein Hoon, oder jemand, der Hooning betreibt, beschreibt eine Einzelperson am Steuer oder auch mehrere Insassen eines Fahrzeuges, welche Verhaltensweisen im öffentlichen Straßenverkehr zeigen, die einen Gesetzesverstoß darstellen, rücksichtslos oder gefährlich sind oder in einer anderen Form als belästigend angesehen werden. Zu den üblichen Verstößen gehören das Fahren mit weit überhöhter Geschwindigkeit, Burn-outs, Driften, Beschleunigen mit durchdrehenden Reifen oder die Beteiligung an illegalen Straßenrennen. Teilweise steht dabei auch die Motivation durch Aufmerksamkeit von Passanten oder der Beifall aus Zuschauergruppen heraus im Vordergrund.
Die Verstöße stellen sowohl eine Belästigung der Allgemeinheit (Öffentliche Ordnung) als auch eine konkrete Gefährdung (Öffentliche Sicherheit) durch Unfälle dar. Bei den festgestellten Verursachern handelt es sich zum Großteil um junge Männer zwischen 17 und 35 Jahren.

### Anti-Hoon-Gesetze in Australien
Fast alle australische Bundesstaaten begannen etwa ab der Jahrtausendwende, neue Gesetzgebungen zu erlassen, welche auf die durch den Begriff beschriebenen Verhaltensweisen passen. Die Möglichkeiten von Polizei- und Sicherheitsbehörden wurde ausgeweitet, um eine größere Handhabe gegen gefährliches Verhalten im Straßenverkehr zu erhalten. Die je nach Bundesstaat unterschiedlich gestalteten Maßnahmen umfassen hohe Geldstrafen, Führerscheinentzug, die temporäre oder endgültige Beschlagnahme von Fahrzeugen (selbst dann, wenn es sich bei dem Fahrzeugführer nicht um den Fahrzeughalter handelt) sowie Freiheitsstrafen.
In Folge der Maßnahmen kommt es landesweit bis heute zu zahlreichen Fahrzeugbeschlagnahmungen und Fahrverboten bzw. dem Entzug von Fahrerlaubnissen. Die Anzahl der Verkehrstoten pro 100.000 Einwohner sank von 9,49 Toten im Jahr 2000 auf 5,3 Tote im Jahr 2016, was einer Abnahme von 44 % entspricht. Ein kausaler Zusammenhang ist aufgrund der Multifaktorialität (u. a. verbesserte Fahrzeugsicherheit) aber nicht nachweisbar.